# CMR

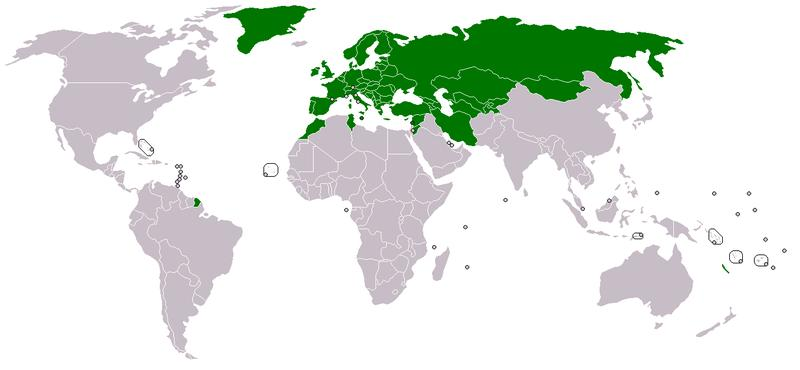
Členské státy CMR

CMR (Convention Marchandise Routière, Convention relative au contrat de transport international de marchandises par route) je úmluva o přepravní smlouvě v mezinárodní silniční dopravě. Dohoda byla uzavřena v Ženevě 19. května 1956.
Mezinárodní silniční unie (IRU) podle této dohody vytvořila standardní nákladní list, který se používá v mezinárodní autodopravě. Formulář je většinou trojjazyčný. V povinných kolonkách je uvedeno jméno odesilatele, příjemce, dopravce (dopravců), specifikace a množství zboží. V logistické hantýrce se mu říká „camrák“.
Mezinárodní silniční unie (angl.: International Road Transport Union – IRU) byla založena 23. března 1948 v Ženevě. Jde o vrcholný orgán, dbající na rozvoj silniční dopravy, sídlící v Paříži.

## Smluvní země
Úmluvu postupně ratifikovala většina evropských zemí, avšak členy jsou i neevropské státy.
Albánie, Arménie, Rakousko, Bělorusko, Belgie, Bosna a Hercegovina, Bulharsko, Česká republika, Dánsko, Estonsko, Finsko, Francie, Malta, Mongolsko, Maroko, Černá Hora, Itálie, Rumunsko, Rusko, Polsko, Srbsko, Slovensko, Norsko, Španělsko, Švédsko, Švýcarsko, Makedonie, Tunisko, Ukrajina, Libanon, Írán a Velká Británie.

## Části formuláře
Skládá se z částí (průpisových kopií )
1. červená pro odesilatele
2. modrá pro příjemce
3. zelená pro dopravce
4. černobílé kopie pro další/ho dopravce (pokud je k dispozici)